# Батюшкова, Ирина Васильевна
Ирина Васильевна Батюшкова (24 октября [6 ноября] 1916, Москва — сентябрь 1998, Москва, Россия) — советский геолог и историк геологии, ученый секретарь Оргкомитета Международного комитета по истории геологии (INHIGEO), член Оргкомитетов Советско-польских симпозиумов по истории науки.

## Биография
Родилась 24 октября (6 ноября) 1916 года в Москве.
Училась в школе-семилетке имени Радищева в Москве (1927—1930), затем в Московском авиационном техникуме.
С 1934 года работала чертежницей на заводе Счетно-аналитических машин в Москве. Трудовой стаж позволил получить высшее образование (из-за чуждого социального происхождения).
В 1936—1941 годах училась на Геолого-почвенном факультете МГУ, получила специальность геология.
В 1942—1943 годах работала геологом (младший научный сотрудник) в Институте удобрений и инсектофунгицидов (НИУИФ) по изучению мезозойских отложений Подмосковного бассейна, под руководством А. В. Казакова и Л. И. Пустовалова. Затем работала геологом в Московском геологическом управлении.
В 1943—1946 годах училась в аспирантуре Института геологических наук АН СССР, под руководством академика Н. С. Шатского. В 1955 году защитила диссертацию по теме «Из истории развития представлений русских ученых о причинах землетрясений (дореволюционный период)».
С 1946 года работала старшим научным редактором в Издательстве иностранной литературы. В 1949 году — геологом в геологическом тресте нерудных полезных ископаемых Мосгеолнеруд.
С 1950 года работала в Институте истории естествознания АН СССР по теме «История естествознания в СССР» (раздел «история геологии», издан сборник в трёх томах).
Далее работала по научным темам:
- История изучения землетрясений в странах Восточной Европы
- Региональные геологические исследования Академии наук (1917—1941)
- История геологии в новое и новейшее время
- История геологии
- История проблемы происхождения материков и океанов
- История космологических идей
- Развитие сравнительной планетологии".

Была учёным секретарем секции истории геолого-географических наук (1961—1963) и Объединённого учёного совета по истории геолого-географических наук (1963—1968).
Автор многочисленных публикаций по истории геологии. Автор статей в энциклопедии Dictionary of Scientific Biography (США).
В 1979 году вышла на пенсию, продолжала работать в ИИЕТ АН СССР.
Скончалась в сентябре[уточнить] 1998 года в Москве.

## Семья
- Отец: Батюшков, Василий Николаевич (1894—1981) — художник, дальний родственник поэта К. Н. Батюшкова, внук тайного советника, губернатора Дмитрия Николаевича Батюшкова. Был арестован и выслан из Москвы[3].
- Мать: Елена Николаевна (1894—1975) — музыкант и швея, дочь пермского купца Н. В. Мешкова (1851—1933).

Муж: Шихов Сергей Борисович (1912—1995) — физик.
- Дочь — Алла Сергеевна Батюшкова (1948—1991), кандидат философских наук.

## Членство в организациях
- 1962 — КПСС
- 1967 — Международная комиссия по истории геологических наук (INHIGEO). Заместитель председателя Советского подкомитета ИНИГЕО (с 1972)
- 1969 — Оргкомитет Советско-польского симпозиума.